# 新蒙多火山
新蒙多火山是玻利維亞的火山，位於該國西南部，由波托西省負責管轄，屬於安第斯山脈的一部分，海拔高度5,438米。

## 相关链接
- . Aster Volcano Archive. （原始内容存档于2015-09-20）.